# 顏徵在
颜徵在（前568年—前535年），顏襄第三女，孔子的生母。孔子的父親叔梁纥先娶妻施氏，生9女而无子；又娶一妾，生孔皮（叔梁纥的長子，孔氏，名皮，字孟皮）有足疾；因此向顏家求親，顏襄問三女，長女、次女不願嫁，只小女兒同意，孔纥晚年娶颜徵在，當时叔梁纥已72岁，颜徵在18岁，生孔子（叔梁纥的次子，孔氏，名丘（也就是孔丘），字仲尼）。孔纥的正妻施氏心術不正，孟皮生母被其虐待而死，孔子三歲時，孔父卒，孔母顏徵在攜孔子以及失怙且失恃的孟皮遷往曲阜闕里，生活艱困。顏襄為飽學之士，讓女兒識字識禮，孔子成長時，顏徵在親自教導，影響孔子未來的一生。孔子17岁时，孔子的生母顏徵在去世，得年33歲。

## 现代文艺作品

### 電視劇
- 1991年大陸版《孔子》由李嵐飾演顏徵在。
- 2010年大陸版《孔子春秋》由宋佳飾演顏徵在。
- 2011年大陸版《孔子》由徐百卉飾演顏徵在。
- 2012年台灣版《智勝鮮師》由葉民志飾演顏徵在。